# 丸尾直美
丸尾 直美（まるお なおみ、男性、1932年4月21日 - 2020年11月21日）は、日本の経済学者。尚美学園大学名誉教授。専攻は福祉国家論、経済政策。特に、スウェーデンの福祉や経済政策について研究した。

## 略歴
静岡県小笠郡浜岡町出身。1955年慶應義塾大学経済学部卒業。1962年同大学院経済学研究科博士課程満期退学。1974年慶大経済学博士（論文タイトルは『福祉経済政策の原理：経済成長と福祉の関係についての研究試論』）。
1963年中央大学経済学部専任講師、1972年教授。1989年慶應義塾大学総合政策学部教授。1998年日本大学総合科学研究所教授。2002年尚美学園大学教授、2006年名誉教授。2020年11月逝去。

## 門下生
- 駒村康平
- 飯島大邦

## 著書

### 単著
- 『英国経済における成長・安定・分配：英国経済停滞の原因の分析』（慶応義塾大学産業研究所、1964年）
- 『福祉国家の経済政策：混合経済の政策原理』（中央経済社、1965年）
- 『福祉国家の話』（日本経済新聞社、1967年）
- 『経済政策新講』（中央経済社、1968年）
- 『高成長・高福祉の経済学：日本の課題と英国の教訓』（日本経済新聞社、1970年）
- 『脱GNP次代：人間の復権を求めて』（ダイヤモンド社、1971年）
- 『生産性と福祉』（日本生産性本部、1974年）
- 『福祉の経済政策』（日本経済新聞社、1975年）
- 『福祉国家は破産するか：先進国病克服のために』（日本経済新聞社、1978年）
- 『福祉国家の話』（日本経済新聞社、1979年）
- 『日本型福祉社会』（日本放送出版協会、1984年）
- 『豊かさ創造：「ゆとりうるおい」の福祉展望』（社会経済国民会議、1990年）
- 『スウェーデンの経済と福祉：現状と福祉国家の将来』（中央経済社、1992年）
- 『総合政策論：日本の経済・福祉・環境』（有斐閣、1993年）
- 『市場指向の福祉改革』（日本経済新聞社、1996年）
- 『どうなる？どうする！年金と福祉：丸尾直美インタビュー・論文』（エイドリバー出版事業部、2009年）

### 共著
- （加藤寛）『社会化と経済計画：イギリスとソ連の社会主義』（理想社、1960年）
- （加藤寛・原豊）『現代資本主義入門』（論争社、1961年）
- （加藤寛）『資本係数と分配率の趨勢変動』（慶応義塾大学産業研究所、1962年）
- （加藤寛・原豊）『現代経済政策の理論：成長・安定・平等』（東洋経済新報社、1962年）
- （加藤寛・原豊）『現代の経済はどう変るか：転換期の日本経済入門』（講談社、1963年）
- （関嘉彦）『福祉国家のビジョン：明日の日本を考える』（講談社、1964年）
- （藤田至孝）『賃金分配の新しい在り方：経済成長・生産性・物価』（ダイヤモンド社、1964年）
- （藤田至孝）『支払能力と適正賃金』（林書店、1966年）
- （梅村又次・氏原正治郎・中村厚史・永野不二朗 ・山田茂・高橋洸・栗田健・白井泰四郎・高橋克嘉・中村隆英・藤本武・中鉢正美・神代和欣）『賃金政策』（有斐閣、1967年）
- （楠田丘）『所得政策』（日本生産性本部、1967年）
- （加藤寛・原豊）『日本経済その障害を越えて：成長と福祉をめざす』（好学社、1971年）
- （加藤寛）『人間と環境の経済学』（ダイヤモンド社、1972年）
- （永山泰彦）『世界の経営参加はここまで進んだ』（ダイヤモンド社、1975年）
- （武藤忠義・住谷磬）『福祉経済学』（青林書院新社、1975年）
- （赤沢昭三・桜井等至）『総合福祉経済学』（好学社、1979年）
- （加藤寛）『新しい経済学』（ダイヤモンド社、1980年）
- （鈴木守）『経済政策』（法学書院、1981年）
- （赤沢昭三・桜井等至）『総合福祉政策：新しい政治経済学』（好学社、1986年）
- （西ヶ谷信雄・落合由紀子）『エコサイクル社会』（有斐閣、1997年）

### 編著
- 『経済政策』（日本評論社、1974年）
- 『経済学の要点整理：公務員試験』（法学書院、1986年）

### 共編著
- （野田稔・吉田義三・吉永実・力石定一・置塩信雄・鎌倉昇・川合一郎・藤田晴・武田隆夫・久保田順・島野卓爾）『現代経済政策の機能』（有斐閣、1964年）
- （加藤寛）『経営参加とは何か：世界の新しい潮流』（日本生産性本部、1971年）
- （鈴木守）『経済政策』（法学書院、1973年）
- （村田昭治）『福祉生活の指標を求めて：「生活の質」の研究』（有斐閣、1973年）
- （島野卓爾）『現代経済学の事典』（有斐閣、1976年）
- （村田昭治・井関利明）『福祉志向の論理：続『福祉政策の指標を求めて』』（有斐閣、1976年）
- （高須裕三・坪井珍彦）『職場組織の改善と能率』（ダイヤモンド社、1976年）
- （加藤寛）『民主主義の経済学：紛争解決の理論と現実』（千曲秀版社、1976年）
- （柏崎利之輔）『ワークブック経済政策』（有斐閣、1976年）
- （五井一雄・熊谷彰矩）『福祉・環境の経済学：生活の質的改善を求めて』（千曲秀版社、1977年）
- （熊谷彰矩）『質の経済学：アメニティ社会の実現』（同文館出版、1980年）
- （清水嘉治）『ゆたかな生活と日本経済』（中央経済社、1982年）
- （Björn Thalberg）Economic growth, welfare and industrial relations : a comparative study of Japan and Sweden, Japanese Institute for Social Studies on Sweden, 1984.
- （五井一雄）『都市と住宅：経済学の提言』（三嶺書房、1984年）
- （土屋六郎・吉村二郎）『マクロ経済政策』（中央大学出版部、1985年）
- （隅谷三喜男）『福祉サービスと財政』（中央法規出版、1987年）
- （加藤寛）『福祉ミックス社会への挑戦：少子・高齢時代を迎えて』（中央経済社、1998年）
- （塩野谷祐一）『スウェーデン』（東京大学出版会、1999年）
- （益村真知子・吉田雅彦・飯島大邦）『ポスト福祉国家の総合政策：経済・福祉・環境への対応』（ミネルヴァ書房、2001年）
- （加藤寛）『福祉ミックスの設計：「第三の道」を求めて』（有斐閣、2002年）
- （藤井良治）『医療制度改革の論点』（社会経済生産性本部生産性労働情報センター、2003年）
- （A. Björklund and C. le Grand）Welfare policy and labour markets : transformations of the Japanese and Swedish models for the 21st century, Almqvist & Wiksell International, 2004.
- （川野辺裕幸）『高齢者福祉サービスの市場化・IT化・人間化：福祉ミックスによる高齢者福祉改革』（ぎょうせい、2005年）
- （渡邉由希）『経済学の巨匠：26人の華麗なる学説入門』（生活情報センター、2005年）
- （川野辺裕幸・的場康子）『出生率の回復とワークライフバランス：少子化社会の子育て支援策』（中央法規出版、2007年）
- （カール・レグランド・レグランド塚口淑子）『福祉政策と労働市場：変容する日本モデル・スウェーデンモデル』（ノルディック出版、2008年）
- （三橋博巳・廣野桂子・矢口和宏）『ECOシティ：環境シティ・コンパクトシティ・福祉シティの実現に向けて』（中央経済社、2010年）
- （宮垣元・矢口和宏）『コミュニティの再生：経済と社会の潜在力を活かす』（中央経済社、2016年）

### 翻訳
- アドルフ・A・バーリ『財産なき支配：アメリカ経済の新しい発展』（加藤寛・関口操との共訳、論争社、1960年）
- A.ションフィールド『成長と安定の経済政策：英国労働党と保守党の政策』（加藤寛・藤田至孝との共訳、理想社、1961年）
- マイケル・キドロン『現代の欧米資本主義』（藤田至孝との共訳、経済往来社、1968年）
- ミュルダール『社会科学と価値判断』（竹内書店、1971年）
- グンナー・アドラー＝カールソン『機能的社会主義：中道経済への道』（永山泰彦との共訳、ダイヤモンド社、1974年）
- G.ミュルダール『反主流の経済学』（加藤寛との共訳、ダイヤモンド社、1975年）
- スウェーデン経営者連盟編『スウェーデンにおける経営組織の革新：500の実験例から得た結論』（高須裕三との共監訳、日本能率協会、1977年）